# Vassili Maklakov
Vassili Alexeïevich Maklakov (en russe : Василий Алексеевич Маклаков), Vassili ou Basile Maklakoff en France, né le 22 mai 1869 à Moscou et mort le 15 juillet 1957 à Baden, est un avocat russe et parlementaire libéral, un des leaders du Parti démocratique constitutionnel russe, franc-maçon, ayant atteint le 33e et dernier degré du Rite écossais ancien et accepté. Il a été remarqué pour son plaidoyer en faveur d'un État russe constitutionnel. Son frère Nikolaï Maklakov a été ministre de l'Intérieur de la Russie du 16 décembre 1912 au 16 décembre de 1915.

## Biographie

### Russie impériale
Maklakov était le fils d'un professeur d'ophtalmologie de Moscou. Il a étudié avec Paul Vinogradov et préparé une thèse en histoire à l'Université de Moscou ; sa thèse a été consacrée aux institutions politiques de l'Athènes antique. Étudiant, il a été impressionné par la vie politique française lors d'une visite à Paris en 1889 et a passé la majeure partie de sa carrière à essayer de mettre en place un système similaire en Russie.
Il a rejoint le barreau en 1895. Maklakov a exprimé son admiration pour les enseignements de Léon Tolstoï et, à la demande du romancier, a entrepris la défense des tolstoïens persécutés par le gouvernement. Il a écrit plus tard un livre sur Tolstoï. Maklakov se fait progressivement un nom, comme un brillant orateur avec "une profonde vénération pour la forme juridique». Il a assuré la défense de Menachem Mendel Beilis, un juif accusé à tort d'avoir assassiné un enfant orthodoxe à des fins rituelles en 1913.
Maklakov a rejoint un groupe réformiste modéré en 1904 et a joué un rôle actif dans l'organisation du Parti constitutionnel démocrate, deux ans plus tard, il est au comité central. Maklakov, le plus conservateur des dirigeants du parti cadet (KD), était soucieux de préserver l'unité du parti, qui est apparu fragile, face à de nombreux affrontements idéologiques avec Pavel Milioukov, réputé pour son individualisme libéral intransigeant.
Maklakov a été élu par les Moscovites à la deuxième Douma d'État en 1907 et jusqu'à la Révolution de 1917. Dans ces adresses mémorables comme celle sur l'affaire Yevno Azev, il tend vers le conservatisme, opposé à des alliances avec les révolutionnaires. Il est devenu hostile au gouvernement au fur et à mesure que les années ont passé et a soutenu activement le bloc progressiste, une coalition de partis libéraux dans la IVe Douma qui a appelée à des réformes radicales.
En septembre 1915, Maklakov a publié son plus célèbre article, décrivant la Russie comme un véhicule sans freins, conduit le long d' un étroit sentier de montagne par un «chauffeur fou», une référence à l'empereur ou Raspoutine . L'étendue de son implication dans l'assassinat du « moine fou » est un sujet de débat passionné. L'un des participants à l'assassinat, Vladimir Pourichkevitch, a affirmé que c'était Maklakov qui avait fourni au prince Félix Ioussoupov le  poison pour assassiner Raspoutine, mais lui a nié,.
Après la révolution de février de 1917, Maklakov aspirait à prendre le poste de ministre de la Justice dans le gouvernement provisoire. Après que le poste fut allé à un autre avocat, Alexandre Kerenski , Maklakov s'est occupé de la « commission des lois » du gouvernement. Il a été fortement impliqué dans la préparation des élections à l'assemblée constituante, dont il a été élu membre. Il a proposé aux pays n'ayant aucune expérience politique, y compris la Russie, de créer des "troisièmes chambres" du parlement, des chambres sociales, constituées d'une "minorité expérimentée et cultivée". Selon Vassili Maklakov, leur objectif était de rectifier l'une des imperfections inhérentes à la démocratie: le danger de la dictature de la majorité sur la minorité.

### En France
En octobre 1917, Maklakov a été nommé pour remplacer Alexandre Izvolsky comme ambassadeur en France. Quand il est arrivé à Paris, Maklakov a appris la prise de contrôle du pouvoir par les bolcheviks. Il n'a pas eu le temps de présenter ses lettres de créance. Il a continué à occuper la splendide demeure de l'ambassade de Russie, l'Hôtel d'Estrées, pendant sept ans, jusqu'à ce que la France reconnaisse le gouvernement bolchevique. Il a saisi les archives de l'Okhrana--la police politique tsariste disposait d'un bureau à Paris, en plein accord avec les autorités françaises-- elles étaient stockées à l'ambassade et organisé leur transfert à l'Université de  Stanford. Au cours de cette période, il a été considéré par les autorités françaises, comme « un ambassadeur non encore accrédité » . Il y avait beaucoup d'ambiguïté dans cette position. Par exemple, il a reçu une lettre du premier ministre Clemenceau adressée à « Son Excellence Monsieur Maklakoff, Ambassade de Russie ", avec les lettres  "ur" légèrement effacées à la fin de "Ambassade". Il se comparait à « un magazine que l'on met sur un siège pour montrer qu'il est occupé ". Il fait partie de la conférence des ambassadeurs de Russie, c’est-à-dire de l’ex-gouvernement provisoire de Saint-Pétersbourg.
En 1919, Maklakov fait partie avec le prince Lvoff du Comité national russe, qui, sert d'intermédiaire entre les divers gouvernements et généraux russes, qui luttent contre les Bolchevistes, et la Conférence de la Paix. En septembre 1920, Maklakov est allé en Crimée pour rencontrer Pyotr Wrangel et d'autres leaders Russes blancs. Ce fut sa dernière visite en Russie. Il a pris la direction de l'Office Central des Réfugiés Russes (OCRR) , pour certifier les mariages et les naissances des émigrés russes dans toute la France et été habilité à fournir les certificats Nansen de réfugié que le Haut commissariat aux réfugiés russes auprès de la SDN avait créé en 1922 et d'autres travaux effectués normalement  par les consulats. Malgré sa surdité, Maklakov est resté à la tête de l'Office Central des Réfugiés Russes, finalement englobé dans l'OFPRA, jusqu'à sa mort à l'âge de 88 ans. Sa réputation et son talent pour la médiation ont permis à  Maklakov de manœuvrer entre les nombreuses factions belligérantes qui composaient la communauté émigrée russe et de représenter leurs intérêts auprès du gouvernement français. Il a également écrit plusieurs livres sur l'histoire de la pensée sociale et le mouvement libéral russe.
Depuis 1922, président, puis président d'honneur de l'association de Moscou à Paris. Il a été membre du Comité des avocats russes à l'étranger, membre du Conseil russe de l'Institut technique supérieur, membre de la Société des Amis de l'Université populaire russe. Depuis 1937, Président du Comité de l'Institut franco-russe.
En avril 1941, Maklakov a été arrêté par la Gestapo et a passé plusieurs mois en prison sans procès. Tout au long de la Seconde Guerre mondiale, il est resté en contact avec la Résistance française. En février 1945, Maklakov et plusieurs membres survivants du gouvernement provisoire ont visité l'ambassade soviétique à exprimer leur fierté et leur gratitude pour l'effort du peuple russe dans la guerre. Le mouvement crée un émoi parmi les émigrants, surtout après qu'il est apparu que Maklakov et d'autres avaient bu un toast « à la patrie, à l'Armée rouge, à Staline ».
« Après 1945 recommença à réunir les frères rescapés  (huit ou dix) dans son appartement. À la fin des années quarante lut ses Mémoires dans une loge réunissant les frères des deux obédiences. Il était en faveur du retour immédiat dans leur patrie des Russes fait prisonniers par les Allemands. » .
Vassili Maklakov est enterré au cimetière russe de Sainte-Geneviève-des-Bois.